# Gross Indecency: The Three Trials of Oscar Wilde
Gross Indecency: The Three Trials of Oscar Wilde (grolleria indecent: els tres judicis d'Oscar Wilde) és una obra de teatre de 1997 escrita i dirigida per Moisès Kaufman. Es tracta dels tres judicis d'Oscar Wilde sobre la seva relació amb Lord Alfred Douglas i altres homes.

## Antecedents
En aquest moment, la homosexualitat era il·legal al Regne Unit, quan Wilde mantenia una relació amb Lord Alfred Douglas, un home més jove que ell, el pare del qual volia que acabés tal vincle, per la qual cosa Wilde va ser acusat de "cometre actes de gran indecència amb altres homes". Kaufman va crear l'obra a partir d'una extensa recerca, i en la peça utilitza cites de "documents judicials contemporanis, articles de periòdics i llibres de, i sobre Wilde", referint-se obertament a aquestes fonts directes, fent que els actors llegeixin tals documents en l'escenari.

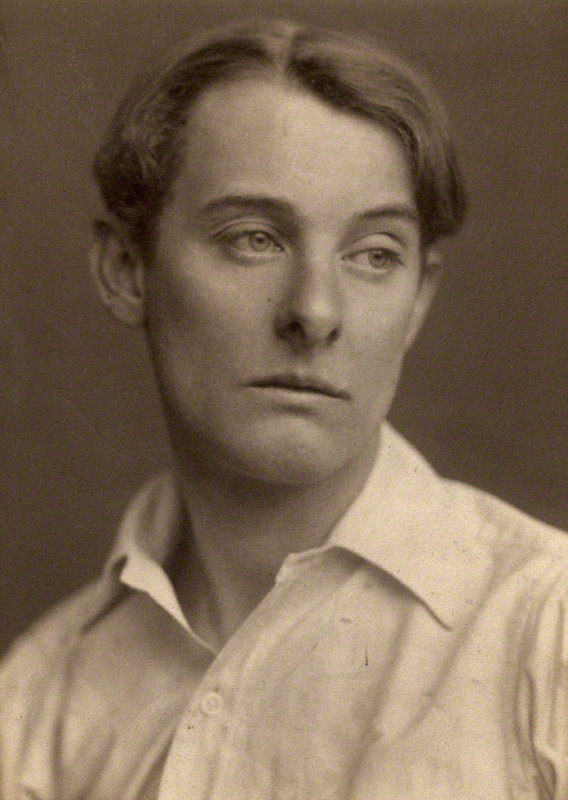
Lord Alfred Douglas

El primer judici va ser un judici privat per difamació criminal el qual Wilde va presentar contra el pare de Douglas, el marquès de Queensberry, per les declaracions que va fer sobre l'escriptor. Wilde va perdre aquest judici.
Donada la publicitat sobre la seva relació amb Douglas, i les pròpies declaracions de Douglas sobre l'escriptor, Wilde va ser acusat d'homosexualitat i portat a judici penal. En el segon judici, el primer per aquests càrrecs, el jurat no va arribar a un veredicte. En el tercer judici, el segon per actes homosexuals, Wilde va ser sentenciat i condemnat a la pena de treballs forçats.

## Elenc
- Michael Emerson - Oscar Wilde[1]
- Bill Dawes - Lord Alfred Douglas
- Robert Blumenfeld - El seu pare, Douglas, el Marqués de Queensberry
- Trevor Anthony - advocat de l'acusació
- John McAdams - advocat de la defensa

Els següents actors interpreten múltiples papers i a vegades, serveixen de cor:
- Andy París
- Greg Pierotti
- Troia Sostillio
- Greg Steinbruner

## Presentacions

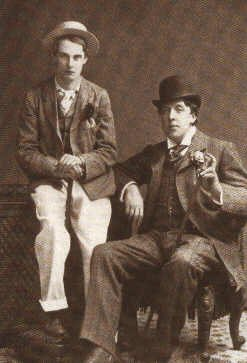
Óscar Wilde i Alfred Douglas plegats

Gross Indecency: The Three Trials of Oscar Wilde es va estrenar off-Broadway el 27 de febrer de 1997 en la Greenwich House de Nova York. Després d'una crítica entusiasta de Ben Brantley de The New York Times, es va esgotar la boletería i la temporada es va estendre. Allí es va presentar fins al 5 de maig, i després es va transferir al comercial Minetta Lane Theatre, també off-Broadway, on es va estrenar al juny de 1997.
L'obra també es va estrenar aquest any en la costa oest, al novembre de 1997 en el Theatre on the Square. de San Francisco. Més tard es van realitzar dues produccions aclamades per la crítica de Los Angeles: la primera en el Mark Taper Fòrum en 1998. Més de 10 anys després, Susan Lee va dirigir un reeestreno de l'obra en el Eclectic Theatre en 2009.

## Recepció
Totes dues produccions a Los Angeles van ser aclamades per la crítica.